# Кафедральный собор Глазго
Собор Святого Мунго (англ. St. Mungo’s Cathedral) — церковь в Глазго.

## История
Называется также Высокой церковью Глазго (High Kirk of Glasgow). Принадлежит пресвитерианской Церкви Шотландии. Собор посвящён Святому Мунго, покровителю города Глазго и всей Шотландии. Здесь находится резиденция архиепископов Глазго.
Нынешнее здание собора было построено в период между XIII и XV столетиями и представляет собой замечательный памятник шотландской готической архитектуры. Западнее собора, на холме находится Некрополис Глазго — центральное кладбище города. В 1124 году при соборе была открыта школа певчих. Переименованная в 1834 году в Высшую школу Глазго, она является самой старой школой Шотландии. Учебные классы основанного в 1451 году Университета Глазго располагались первоначально в помещениях собора Св. Мунго, а ректорами этого университета на протяжении 200 лет были епископы Глазго, они же — настоятели собора Св. Мунго.
Великолепное описание старинного собора даёт Вальтер Скотт в своём романе Роб Рой (главы XIX—XX).